# Razvojni trofej FINA-e u vaterpolu
Razvojni trofej FINA-e u vaterpolu međunarodno je natjecanje pokrenuto 2007. s ciljem popularizacije vaterpola, tj. omogućavanja igranja međunarodnih utakmica slabijim reprezentacijama koje nemaju priliku nastupati na velikim natjecanjima. Reprezentacije dobivaju FINA-inu pozivnicu.

## Izdanja
| Godina | Zlato             | Srebro            | Bronca            |
| ------ | ----------------- | ----------------- | ----------------- |
| 2007.  | Kolumbija         | Portoriko         | Iran              |
| 2009.  | Kuvajt            | Singapur          | Trinidad i Tobago |
| 2011.  | Saudijska Arabija | Iran              | Kuvajt            |
| 2013.  | Uzbekistan        | Egipat            | Saudijska Arabija |
| 2015.  | Iran              | Urugvaj           | Austrija          |
| 2017.  | Urugvaj           | Saudijska Arabija | Austrija          |
| 2019.  | Singapur          | Austrija          | Indonezija        |
| 2021.  | Kolumbija         | Portoriko         | Kuvajt            |

## Vanjske poveznice
- Službena stranica  Arhivirana inačica izvorne stranice od 27. siječnja 2013. (Wayback Machine)